# Autonomní sovětská socialistická republika Povolžských Němců
Autonomní sovětská socialistická republika Povolžských Němců (rusky: Автономная Советская Социалистическая Республика Немцев Поволжья, německy: Autonome Sozialistische Sowjetrepublik der Wolgadeutschen) byla autonomní republika v rámci Ruské sovětské federativní socialistické republiky v Sovětském svazu. Státní útvar existoval od 19. října 1918 do 7. září 1941. Hlavním městem byl Engels.

## Povolžští Němci
V letech 1762–1763 pozvala carevna Kateřina II. Veliká do Ruska osadníky z evropských zemí. V následujících pěti letech jich dorazilo okolo dvaceti pěti tisíc, jednalo se především o Němce. Usadili se převážně v Povolží v okolí dnešních měst Marks a Engels. Na konci 19. století byla národnost oficiálně nazvána Povolžští Němci (rusky: немцы Поволжья nebo поволжские немцы, německy: die Wolgadeutschen). Na počátku 20. století bylo evidováno více než 400 000 Povolžských Němců žijících ve sto devadesáti osadách.

## Historie

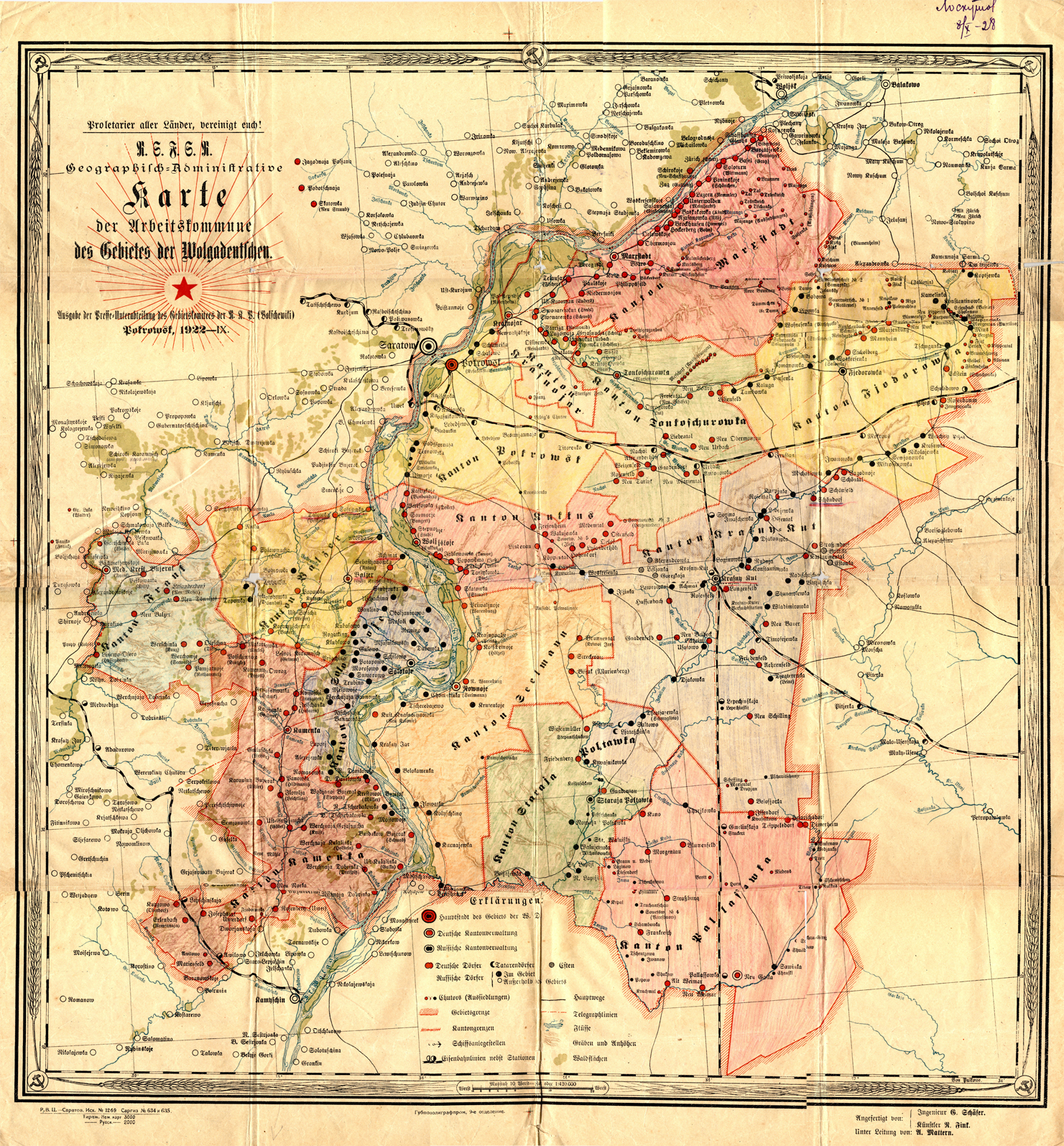
Mapa Pracovní komuny Povolžských Němců z roku 1922

19. října 1918 byla vyhlášena Autonomní oblast Povolžských Němců (též nazývána Pracovní komuna Povolžských Němců) s centrem v Saratově, od května 1919 v Jekaterinastadtu (v červnu 1919 přejmenováno na Marxstadt, od 1941 Marks) a od roku 1922 v Pokrovsku (1931 přejmenováno na Engels). Autonomní oblast byla součástí Ruské sovětské federativní socialistické republiky. 19. prosince 1923 byla autonomní oblast reorganizována na autonomní sovětskou socialistickou republiku, kde německý jazyk měl status úředního a vyučovacího jazyka spolu s ruštinou. Po napadení SSSR hitlerovským Německem byli Povolžští Němci výnosem Nejvyššího sovětu SSSR ze dne 28. srpna 1941 kolektivně obviněni ze spolupráce s nepřítelem a následně deportováni do pracovních táborů na Sibiři a ve středoasijských svazových republikách. ASSR Povolžských Němců oficiálně zanikla 7. září 1941 a její území bylo rozděleno mezi Saratovskou a Stalingradskou oblast. Povolžští Němci byli po skončení války propuštěni z gulagů, ale museli podepsat prohlášení, v němž se zavázali, že se nevrátí do Povolží. Jejich situace se začala postupně zlepšovat po smrti J. V. Stalina. Roku 1964 byli oficiálně zproštěni viny, k obnovení ASSR již nedošlo. V osmdesátých letech byl mnohým Povolžským Němcům a jejich potomkům umožněn odchod do Německa. Dnes žije v Ruské federaci okolo 600 000 Němců, převážně v oblasti Sibiře, jedná se z velké části o potomky Povolžských Němců.

## Obyvatelstvo
Podle sčítání lidu v roce 1926 měla ASSR 571 000 obyvatel, z toho 67 % německé, 20 % ruské a 10 % ukrajinské národnosti. Do roku 1939, kdy proběhlo další sčítání, se počet obyvatel zvýšil na 607 000. Národnostní složení se změnilo mírně ve prospěch ruského obyvatelstva.